# A39 (Frankrijk)
De A39 of Autoroute Verte (Groene Autoweg) is een autosnelweg in Frankrijk tussen Dijon en Bourg-en-Bresse. Het is gelegen in het oosten van Frankrijk, en het eerste gedeelte werd opengesteld in 1992. Deze relatief nieuwe autosnelweg is een alternatief voor de overbelaste A6/E21 in de richting van de Alpen. Ter hoogte van Bourg-en-Bresse staat een groot beeld van een kip langs de A39, de zogenaamde Poule de Bresse, een symbool voor de streek.

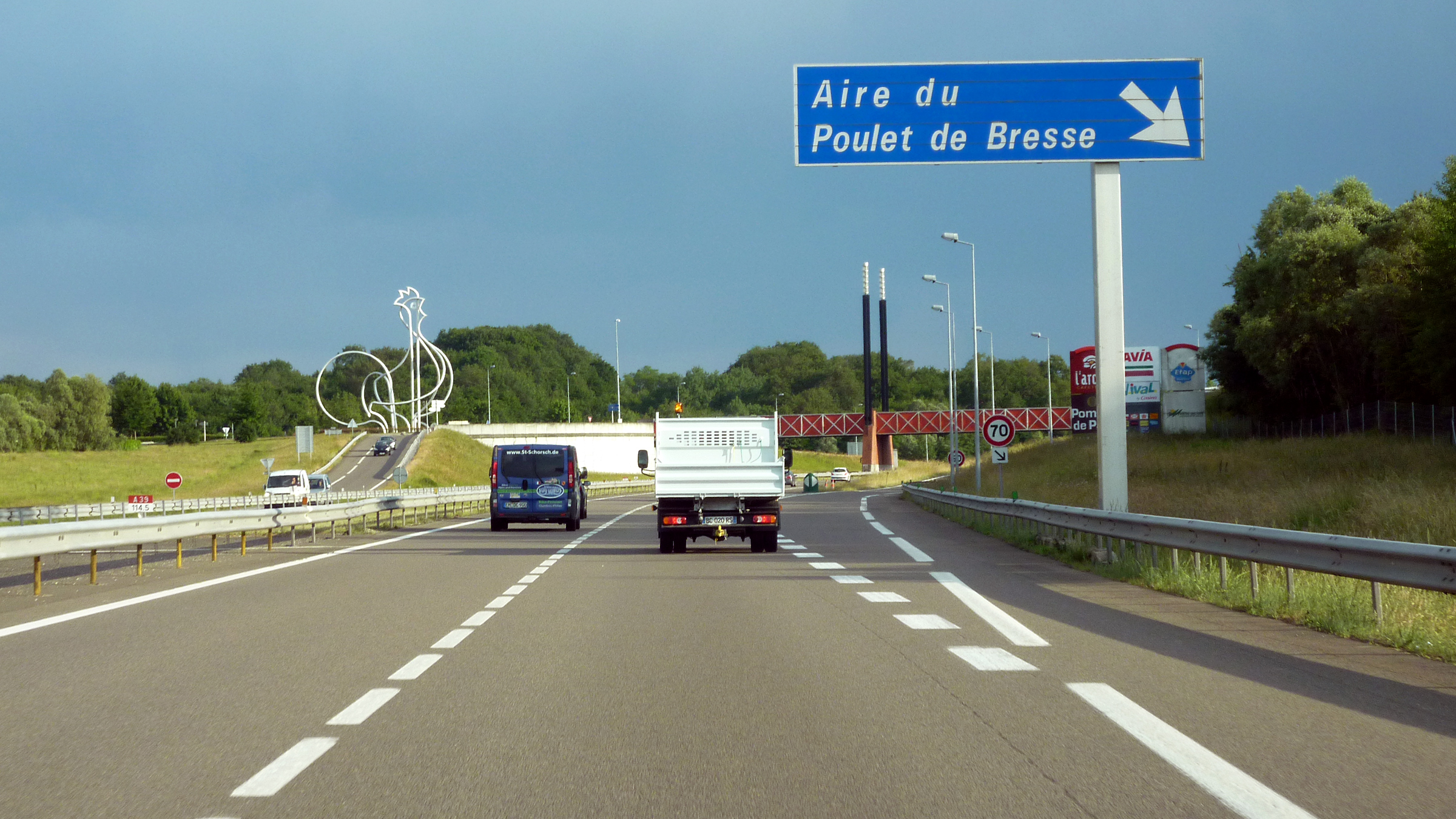
Aire Poulet de Bresse

## Historie
- 1992: Opening van de sectie tussen Dijon en Crimolois (6 km)
- 1994: Opening van de sectie tussen Crimolois en Dole (34 km)
- 1998: Opening van de sectie tussen Dole en Bourg-en-Bresse (110 km)